# 산 조르지오급 강습상륙함
산 조르지오급 강습상륙함은 이탈리아 해군의 만재배수량 8천톤급 강습상륙함이다. 2만톤인 독도함 보다 2배 작으며, 일본의 오오스미함과 비슷하다.

## 수송능력
350명의 보병과 30대의 중형 전차, 또는 36대의 장갑차를 수송할 수 있다.
3대의 시 킹 헬리콥터, 또는 5대의 벨 212 헬리콥터를 탑재한다.
인도적 군사작전을 위한 병원 시설을 갖추고 있다.

## 함정 목록
- 이탈리아 해군
  - 산 조르지오함, L9892, 취역 1987년
  - 산 마르코함, L9893, 취역 1988년
  - 산 쥬스토함, L9894, 취역 1994년

- 알제리 해군
  - 칼라트 베니 압베스함, 474, 취역 2014년

## 개량
길이 133 미터인 산 조르지오급은 원래 3대의 헬리콥터를 동시에 이착륙할 수 있는 비행갑판을 갖고 있으나, 개량을 하여, 산 조르지오함, 산 마르코함은 4대의 헬기 이착륙이 가능하다. 비행갑판의 길이를 약간 늘렸다.

## 후속함
노후된 산 조르지오함, 산 마르코함을 트리에스테급 항공모함으로 대체할 계획이다.

## 실전 경험
- 1999년 10월 26일 - 3번함 산 쥬스토함이 동티모르에 파병되었다. 호주군이 이끄는 INTERFET 유엔 평화유지군에 배속되었다. 2000년 2월 15일 복귀했다. INTERFET에는 한국의 상록수 부대도 파병되었다.
- 2005년 - 3번함 산 쥬스토함이 "소르베 로열 훈련"의 함대 기함이 되었다. 우크라이나, 러시아가 참여한 나토 연합 해군 훈련으로, 침몰된 잠수함을 구조하는 훈련이다.

## 같이 보기
- 미스트랄급 강습상륙함